# 692 г. пр.н.е.

## Събития

### В Европа
- В Древна Гърция се провеждат 22-те Олимпийски игри. Победител в дисциплината бягане на разстояние един стадий става Пантакъл от Атина, който побеждава в тази дисциплина и на предишните игри през 696 пр.н.е. Така той се превръща в първия известен атлет в историята, който печели не само в няколко, но и в поредни олимпийски игри. Освен това на тези игри той вероятно печели и състезанието по бягане на два стадия.[1]

### В Западна Азия

#### В Асирия
- Цар на Асирия е Сенахериб (705 – 681 пр.н.е.).[2]
- Продължава конфликта с бунтовниците предвождани от Мушезиб-Мардук (693/2 – 689 пр.н.е.) във Вавилон и еламитското царство.

#### В Елам
- Конфликтът с Асирия предизвиква политическа нестабилност в царство Елам. След около година царуване Кутир-Наххунте III е свален от власт с преврат, а на трона се качва неговият по-млад брат Хума-Менану III (692 – 688 пр.н.е).[3]
- Новият цар продължава политиката на война с асирийците и оказване на помощ на вавилонците и техния предводител Мушезиб-Мардук (693/2 – 689 пр.н.е.), от които получава като подарък голямо количество злато и сребро взето от съкровищницата на храма на бог Мардук.[3]